# توم كلانسيز
توم كلانسيز (بالإنجليزية: Tom Clancy's) هي علامة تجارية تستخدمها شركة ألعاب الفيديو يوبي سوفت، بعض منها تُبرز أعمال المؤلف الأمريكي توم كلانسي في حين أن أغلبية الألعاب لا تمت بصلة لأعمال كلانسي. السلاسل الفرعية المتعددة لا تمت بصلة لبعضها البعض، برغم من أن معظمها ألعاب تصويب بخلفية عسكرية حديثة أو مستقبلية قريبة.

## تاريخ
في 1996، شارك كلانسي في تأسيس شركة تطوير ألعاب الفيديو ريد ستورم إنترتنمنت. وقد وضع اسمه على الألعاب الأكثر نجاحًا من ريد ستورم. وقد اشترت يوبي سوفت لاحقًا ريد ستورم، والتي استمرت باستخدام اسم كلانسي، بالرغم من أن مدى مشاركة كلانسي الفعلية في صناعة الألعاب وتطوير الملكية الفكرية - إن وُجِدَت - كان مبهمًا. سلسلة الألعاب هذه تتضمن:
- صيد أكتوبر الأحمر (1987): محاكاة غواصة مقتبسة على نحو فضفاض من رواية بنفس الاسم. أنتجتها غراندسلام إنترتينمنت لمنصات حاسوب آي بي إم وسي64 وأميغا.
- صعود العاصفة الحمراء (1988): محاكاة غواصة مقتبسة على نحو فضفاض من رواية بنفس الاسم. أنتجتها مايكروبروس لمنصات حاسوب آي بي إم وسي64 وأميغا.
- صيد أكتوبر الأحمر (1990): محاكاة غواصة مقتبسة من فيلم بنفس الاسم. أنتجتها غراندسلام إنترتينمنت لمنصات أميغا وأمستراد سي بي سي وأتاري إس تي وكومودور 64 ودوس وزد إكس سبكترم.
- صيد أكتوبر الأحمر (1990): محاكاة غواصة مقتبسة من فيلم بنفس الاسم. أُنتجت لمنصات نينتندو إنترتينمنت سيستم وغيم بوي وسوبر نينتندو إنترتينمنت سيستم.
- إس إس إن (1996): محاكاة غواصة مقتبسة من رواية بنفس الاسم. أنتجتها سيمون أند شوستر إنتراكتف لمنصة حاسوب آي بي إم.
- روثلس.كوم (1998) أنتجتها ريد ستورم إنترتنمنت: لعبة استراتيجية مقتبسة على نحو فضفاض من كتاب بنفس الاسم.
- حرس الظل (2000): إستراتيجية تناوب الأدوار مقتبسة من رواية بنفس الاسم من سلسلة السلطة تلعب.[1]
- حصيلة كل المخاوف (2002): تصويب منظور الشخص الأول تكتيكي أسلوبها مشابه للعبة رينبو سكس «قوس قزح ستة»، ولكنها مبنية على محرك غوست ريكون «استطلاع الشبح». الحبكة مقتبسة من فيلم بنفس الاسم. أنتجتها يوبي سوفت لمنصتي حاسوب آي بي إم ونظام نينتندو غيم كيوب.

في 2008، تملكت يوبي سوفت حقوق اسم كلانسي لألعاب الفيديو.

## سلسلة قوس قزح ستة
سلسلة رينبو سكس «قوس قزح ستة»: هي ألعاب فرق تصويب تكتيكي من منظور الشخص الأول، مقتبسة من رواية بنفس الاسم، عادةً ما تقع أحداثها في بيئات حضرية مغلقة. 17 لعبة من سلسلة رينبو سكس قد أُنتجت حتى الآن.
- توم كلانسي قوس قزح ستة (1998)
  - إيجل واتش "حرس العُقاب" (1999)
- توم كلانسي قوس قزح ستة: الرمح الضال (1999)
  - العمليات الحضرية (2000)
  - أساسيات العمليات السرية (2000)
  - الخوخ الشوكي (2001)
- توم كلانسي قوس قزح ستة: الطرح أرضا – مهام في كوريا (2001) (لم تصدر خارج كوريا)
- توم كلانسي قوس قزح ستة: الذئب الوحيد (2002)
- توم كلانسي قوس قزح ستة 3: درع الغراب (2003)
  - سيف أثينا (2004)
  - السهم الأسود (2004)
  - الغضب الحديدي (2005)
- توم كلانسي قوس قزح ستة: الأجنحة المكسورة (2003)
- توم كلانسي قوس قزح ستة: الأزمة الحضرية (2004)
- توم كلانسي قوس قزح ستة: التأمين (2005)
- توم كلانسي قوس قزح ستة: الساعة الحاسمة (2006)
- توم كلانسي قوس قزح ستة: فيغاس (2006)
- توم كلانسي قوس قزح ستة: فيغاس 2 (2008)
- توم كلانسي قوس قزح ستة: الطليعة الظل (2011)
- توم كلانسي قوس قزح 6: الوطنيون (ملغية)
- توم كلانسي حصار قوس قزح ستة (2015)

## سلسلة استطلاع الشبح
سلسلة غوست ريكون «استطلاع الشبح»: هي ألعاب فرق تصويب تكتيكي من منظوري الشخص الأول و‌الثالث. على عكس رينبو سكس، فإن غوست ريكون عادةً ما تقع أحدث في بيئات مفتوحة أكبر. يوجد 14 لعبة من سلسلة غوست ريكون حتى الآن.
- توم كلانسي استطلاع الشبح (2001)
- توم كلانسي استطلاع الشبح: حصار الصحراء (2002)
- توم كلانسي استطلاع الشبح: جزيرة الرعد (2002)
- توم كلانسي استطلاع الشبح: عاصفة الغابة (2004)
- توم كلانسي استطلاع الشبح 2 (2004)
- توم كلانسي استطلاع الشبح 2: غارة القمة (2005)
- توم كلانسي استطلاع الشبح المحارب المتقدم (2006)
- توم كلانسي استطلاع الشبح المحارب المتقدم 2 (2007)
- توم كلانسي استطلاع الشبح المفترس (2010)
- توم كلانسي استطلاع الشبح (2010)
- توم كلانسي استطلاع الشبح: حروب الظلال (2011)
- توم كلانسي استطلاع الشبح: جندي المستقبل (2012)
- توم كلانسي استطلاع الشبح الأطياف (مغلقة)
- توم كلانسي استطلاع الشبح البراري (2017)

## سلسلة الخلية المنشقة
سلسلة الخلية المنشقة (بالإنجليزية: Splinter Cell): هي ألعاب تصويب أكشن مغامرات من منظور الشخص الثالث و‌تسلل وعمليات سرية؛ ومؤخرًا أنتجت سلسلة من الكتب يكتبها مجموعة مؤلفين مختلفين، باسم مستعار ديفيد مايكلز.
- توم كلانسي الخلية المنشقة (2002)
- توم كلانسي الخلية المنشقة: باندورا الغد (2004)
- توم كلانسي الخلية المنشقة: نظرية الفوضى (2005)
- توم كلانسي الخلية المنشقة: أساسيات (2006)
- توم كلانسي الخلية المنشقة: عميل مزدوج (2006)
- توم كلانسي الخلية المنشقة: إدانة (2010)
- توم كلانسي الخلية المنشقة: القائمة السوداء (2013)

## سلسلة حرب النهاية
سلسلة حرب النهاية: هي لعبة إستراتيجية حربية من نوع تكتيك الوقت الحقيقي؛ تقع أحداثها في الحرب العالمية الثالثة التخيلية، في 2020.
- توم كلانسي حرب النهاية (2008)
- توم كلانسي حرب النهاية أونلاين (مغلقة)

## سلسلة هوكس
سلسلة هوكس: لعبتا فيديو محاكاة جوية قتالية.
- توم كلانسي هوكس (2009)
- توم كلانسي هوكس 2 (2010)

## الفرقة
توم كلانسي الفرقة هي لعبة أكشن تقمص الأدوار تصويب من منظور الشخص الثالث عبر الشبكة من إنتاج 2016 طورها ماسيف إنترتينمنت ونشرتها يوبي سوفت، بمساعدة من ريد ستورم إنترتنمنت، لمنصات مايكروسوفت ويندوز و‌بلاي ستيشن 4 و‌إكس بوكس ون. الفرقة تقع أحداثها في مدينة نيويورك الفاسدة في أعقاب انتشار جائحة الجدري؛ اللاعب - يتمثل في عميل الفرقة الوطنية الإستراتيجية الفخرية، والتي تسمى عادةً ببساطة «الفرقة» - مكلف بمهمة مساعدة إعادة بناء عمليات الفرقة في مانهاتن، والتحقيق في طبيعة اندلاع وقتال النشاط الإجرامي في أعقابها. الفرقة مبنية بعناصر من ألعاب تقمص الأدوار، وكذلك نمط لاعب ضد لاعب التعاوني المتعدد عبر الشبكة.
تلقت اللعبة مراجعات إيجابية، وكانت ناجحة تجاريًا، وقد صرحت يوبي سوفت أن اللعبة قد حطمت رقم الشركة القياسي في أعلى عدد لمبيعات اليوم الأول. بالإضافة إلى ذلك، بعد إصدار اللعبة بأسبوع، صرحت يوبي سوفت أن الفرقة هي أفضل لعبة مبيعًا للشركة، وأكبر إصدار في أول أسبوع للصناعة لسلسلة ألعاب جديدة، محققةً أرباحًا بمقدار 330 مليون دولار.
- توم كلانسي الفرقة (2016)
- توم كلانسي الفرقة 2 (2019)